# Municipio de Botkyrka

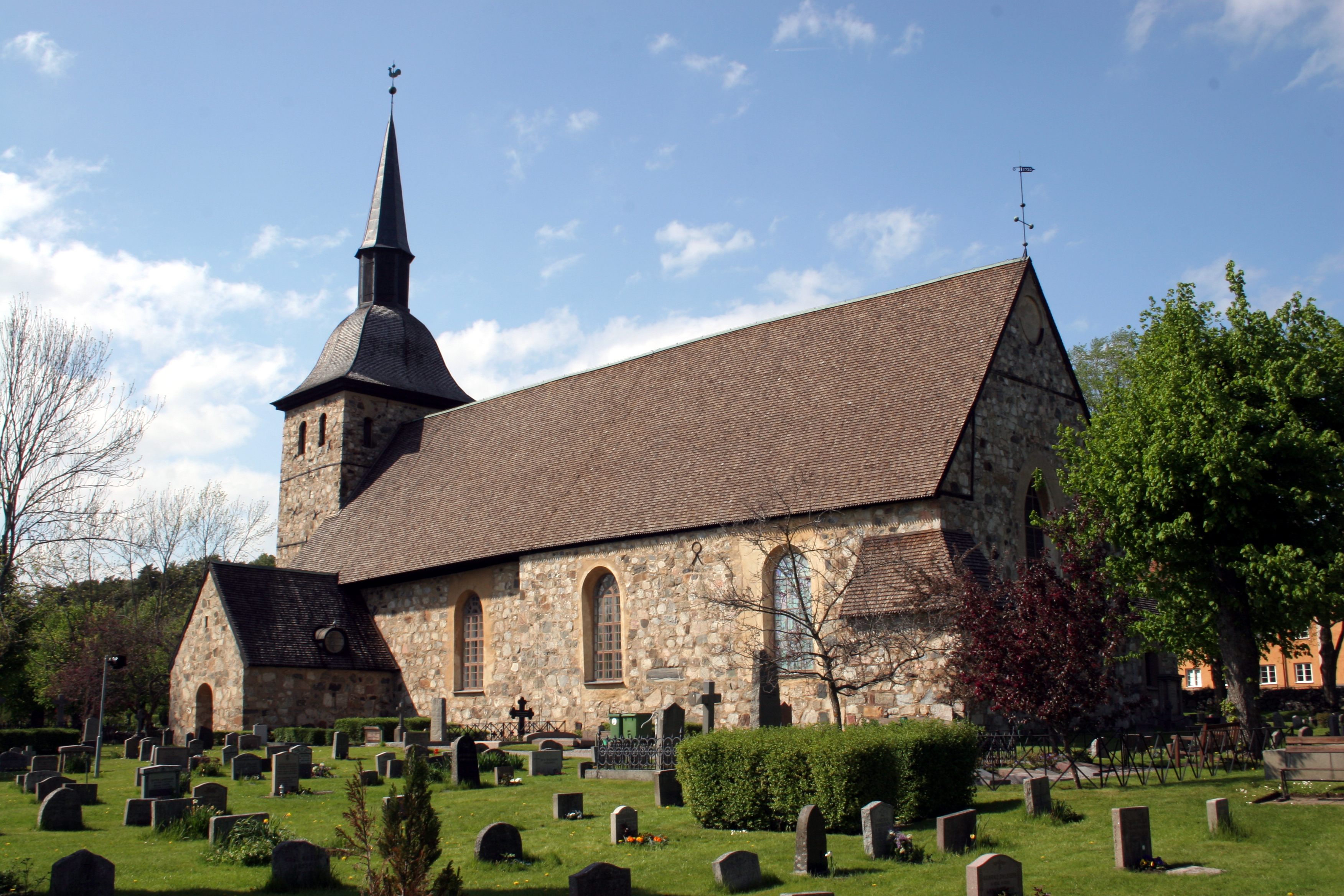
Iglesia de Botkyrka.

Botkyrka es un municipio de Suecia que está localizado al sur en la provincia de Estocolmo y cuya sede administrativa se encuentra en Tumba.
El nombre del municipio proviene de San Botvid, un misionero cristiano del siglo XII quien aparece en el escudo de armas de Botkyrka, sujetando un hacha y un pez. Otra huella de la historia medieval de Botkyrka es su iglesia construida en piedra.
Particularmente en el norte de Botkyrka, hay el más alto porcentaje de inmigrantes de primera y segunda generación en Suecia. Casi la mitad de la población tiene al menos un pariente nacido en otro país. En algunos lugares como Fittja, un 66,3% pertenecen a este grupo, del cual un 25,7% tiene otra nacionalidad, lo que otorga al municipio una característica multicultural, que se refleja en la presencia de un templo de la iglesia Ortodoxa Siria en Hallunda, y la construcción de una mezquita en Fittja. 
Políticamente, este municipio es principalmente social demócrata. También existe un partido local, llamado Botkyrkapartiet (Partido de Botkyrka), que fue formado originalmente (en los años 80) para evitar la explotación del pequeño campo de aviación en Tullinge convirtiéndolo en un aeropuerto comercial. El diario local se llama "Mitt i Botkyrka" (En medio de Botkyrka, en idioma castellano) que se distribuye gratuitamente a todos los habitantes.
El grupo sueco de Hip Hop The Latin Kings hace mención de la vida cotidiana en este municipio en varias de sus canciones.

## Áreas urbanas en Botkyrka
- Fittja
- Alby
- Hallunda
- Norsborg
- Eriksberg
- Tumba
- Tullinge
- Vårsta